# Staphylococcus cohnii

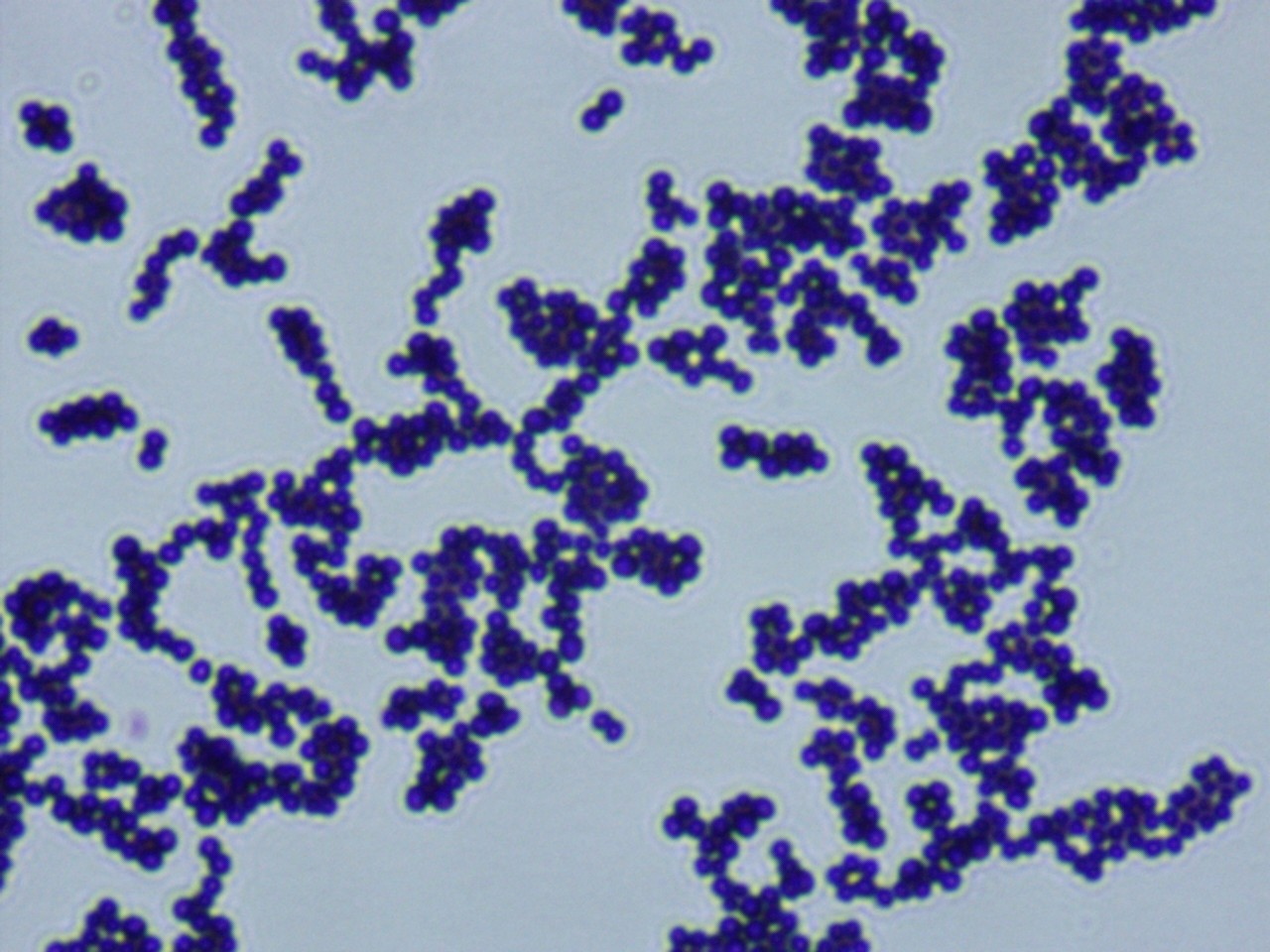
colorazione di gram Staphilococcus cohnji 1000x

Lo Staphylococcus cohnii è un batterio Gram-positivo appartenente alla famiglia degli Staphylococcaceae.
È stato isolato dalla pelle umana e descritto nel 1975, il nome è stato dato in onore del botanico e batteriologo tedesco Ferdinand Julius Cohn; fa parte della normale flora della pelle. 
Si distinguono due sottospecie: Staphylococcus cohnii subsp. cohnii e Staphylococcus cohnii subsp. urealyticus. La prima è stata trovata sull'epidermide umana, la seconda non solo sull'uomo ma anche su altri primati.
La sottospecie cohnii diventa di rado un patogeno opportunista per gli esseri umani causando in tali casi infezioni del tratto urinario, delle ferite o più raramente endocarditi e setticemia.